# Protetorado de Adem
O Protetorado de Adem, (pronúncia em português: [ˈadɐ̃j] ou [ˈadẽj]), Áden, (pronúncia em português: [ˈadɛn]) ou Adém (pronúncia em português: [aˈdɐ̃j] ou aˈdẽj) — árabe: عدن ; AFI: [/ˈʕɑdæn/]) (em árabe: محمية عدن; romaniz.: Maḥmiyyat ʿAdan) foi um protetorado britânico no sul da Arábia, durante a primeira metade do século XX. Juntamente com a Colônia de Adem, foi chamado posteriormente de Arábia do Sul e, mais tarde, de Iêmen do Sul. Hoje em dia seu território faz parte da República do Iêmen.

## História

### Início informal
O Protetorado de Adem tem suas origens numa série de acordos de proteção informais realizados entre o governo britânico e as nove tribos que habitavam a hinterlândia vizinha à cidade portuária de Adem:
- Lahij (Al-Abdali)
- Alawi
- Dala (Alamiri)
- Aqrabi
- Aulaqi
- Fadli
- Hauxabi
- Subeihi
- Yafa

A expansão britânica nesta área teve como intenção assegurar este importante porto que era, então, governado pelo Raj Britânico. Desde 1874 estes acordos de proteção existiam com a aceitação tácita do Império Otomano, que mantinha a suserania sobre as áreas do Iêmen localizadas mais ao norte, assim como as politeias que eram chamadas coletivamente de "Nove Tribos" ou "Nove Cantões".

### Tratados formais
A partir de um tratado formal de proteção feito em 1886 com o Sultanato de Meri, Caxem e Socotorá, no Hadramaute, o governo britânico embarcou em um demorado processo de formalização destes acordos de proteção, que incluiu mais de 30 tratados principais de proteção, com o último deles tendo sido assinado apenas em 1954. Estes tratados, bem como um grande número de outros acordos de menor relevância, criaram o Protetorado de Adem, que se estendia para o leste, até o Hadramaute, e incluía todo o território que eventualmente se transformaria no Iêmen do Sul, com a exceção das cercanias e do porto da capital colonial britânica, a cidade de Adem, que, juntamente com diversas ilhas vizinhas era conhecida como a Colônia de Adem, a única seção do território onde nenhum governante árabe manteve a jurisdição. Em troca pela proteção britânica, os governantes dos territórios constituintes concordavam em não realizar acordos ou ceder territórios a qualquer outra potência estrangeira.
Em 1917, o controle do Protetorado de Adem foi transferido do Raje Britânico, que havia herdado os interesses da Companhia Britânica das Índias Orientais em diversos estados principescos na rota naval extremamente importante, estrategicamente, entre a Europa e a Índia, para o Foreign and Commonwealth Office do Reino Unido. Para propósitos administrativos, o protetorado foi dividido informalmente em dois: o Protetorado Oriental, com seu próprio Oficial Político, um conselheiro britânico, estabelecido em Mucala, Qu'aiti, de 1937 até 1967, e o Protetorado Ocidental, com seu próprio Oficial Político estabelecido em Lahij, de 1937 a 1967.

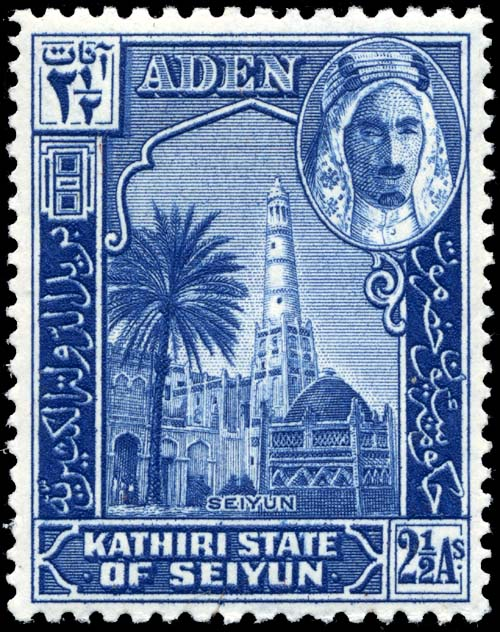
Selo (1942) do estado de Kathiri, no Protetorado Oriental

O Protetorado Oriental, com cerca de 230 000 km², acabou por incluir as seguintes entidades políticas (a maioria no Hadramaute): 
- Kathiri
- Mara
- Qu'aiti
- Wahidi Balhaf
- Wahidi Bir Ali
- Wahidi Haban

O Protetorado Ocidental, com cerca de 55 000 km², incluía:
- Alawi
- Aqrabi
- Audali
- Beihan
- Datina
- Dala
- Fadli
- Hauxabi
- Lahij
- Baixo Aulaqi
- Baixo Yafa
- Qutaibi (dependência de Dala)
- Xaibe
- Xecado do Alto Aulaqi
- Sultanato do Alto Aulaqi
- E os cinco xecados do Alto Yafa:
  - Bussi
  - Dubi
  - Hadrami
  - Maflahi
  - Mauçata
- Sultanato do Alto Yafa

As fronteiras entre estas politeias e mesmo o seu número variou com o tempo. Algumas, como o Sultanato de Mehri, quase não tinham administração ativa. Não estavam incluídas no protetorado a Colônia de Adem e as áreas insulares de Perim, Kamaran e Curia Muria.

### Tratados conciliatórios
Em 1938, o Império Britânico assinou um tratado conciliatório com o sultão de Qu'aiti, e, ao longo das décadas de 1940 e 1950, assinou tratados similares com doze outros estados com o status de protetorados:
Estados do Protetorado Oriental:
- Kathiri
- Mahra
- Qu'aiti
- Wahidi Balhaf

Estados do Protetorado Ocidental
- Audali
- Beiane
- Dala
- Hauxabi
- Fadli
- Lahej
- Baixo Aulaqi
- Baixo Yafa
- Xecado do Alto Aulaqi

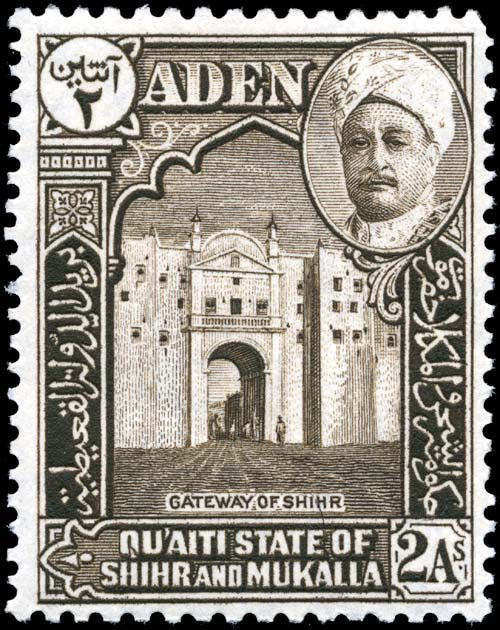
Selo do estado de Qu'aiti, pertencente ao Protetorado de Adem, de 1942

Estes acordos permitiam o estabelecimento de um Resident Advisor nos estados signatários, o que dava aos britânicos um maior grau de controle sobre seus assuntos domésticos. Isto racionalizava e estabilizava o status dos governantes e as leis de sucessão, embora tivesse o efeito de ossificar a liderança e encorajar a corrupção oficial. Bombardeios aéreos e punições coletivas eram por vezes utilizadas contra tribos rebeldes para colocar em prática o governo dos clientes britânicos. A proteção britânica veio a ser vista como um empecilho ao progresso, uma visão reforçada com a chegada das notícias do exterior sobre o nacionalismo árabe.

### Desafios ao status quo
O controle britânico também foi desafiado pelo rei Amade ibne Iáia, do Iémen, ao norte, que não reconhecia a soberania da Grã-Bretanha sobre a Arábia do Sul e mantinha ambições de criar um Grande Iêmen unificado. No final da década de 1940 e início da década de 1950 o Iêmen esteve envolvido numa série de confrontos ao longo da disputada Linha Violeta, uma demarcação anglo-otomana de 1914 que servia para separar o Iêmen do Protetorado de Adem.
Em 1950, Kennedy Trevaskis, conselheiro residente para o Protetorado Ocidental, desenhou um plano onde os dois protetorados formariam duas federações, correspondentes às duas metades do Protetorado de Adem. Embora o projeto não tenha seguido adiante, foi considerado uma provocação por Amade ibne Iáia. Além de seu papel como rei, ele também servia como imame do ramo zaidita do islamismo xiita governante. Ibne Iáia temia que uma federação bem-sucedida nos protetorados sunitas chafeítas serviriam como um exemplo para chafeítas descontentes que habitassem as regiões costeiras do Iêmen. Para contrabalançar a ameaça, o rei aumentou os esforços iemenitas de minar o controle britânico e, na metade da década de 1950, apoiou diversas revoltas de tribos descontentes contra os protetorados. O apelo do Iêmen foi limitado, a princípio, porém uma intimidade crescente entre o reino e o presidente do estado nacionalista árabe do Egito, Gamal Abdel Nasser, e a formação dos Estados Árabes Unidos, aumentaram a sua atração.

### A federação e o fim do protetorado
A pressão nacionalista forçou os governantes ameaçados do estados que formavam o Protetorado de Adem a formar uma federação e, no dia 11 de fevereiro de 1959, seis deles assinaram um acordo formando a Federação dos Emirados Árabes do Sul. Nos próximos três anos, nove outros estados juntaram-se a eles e, no dia 18 de janeiro de 1963, a Colônia de Adem foi fundida à federação, criando a nova Federação da Arábia do Sul. Ao mesmo tempo, os estados (na sua maioria orientais) que não tinham se juntado à federação formaram o Protetorado da Arábia do Sul, colocando assim um fim na existência do Protetorado de Adem.